# Bondoukou
Bondoukou – miasto we wschodniej części Wybrzeża Kości Słoniowej; stolica regionu Zanzan; według danych szacunkowych na rok 2010 liczy 66 943 mieszkańców.